# Národní park Sangay
Národní park Sangay je národní park v Ekvádoru v provinciích Morona Santiago, Chimborazo a Tungurahua. V parku se nachází dvě aktivní sopky (Sangay, Tungurahua). Vzhledem k rozmanitým klimatickým a orografickým podmínkám zde panuje zde vysoká biodiverzita. Roku 1983 byl park pro své přírodní bohatství přijat mezi přírodní památky UNESCO, mezi roky 1992 a 2005 figuroval též na seznamu světového dědictví v ohrožení. Celková rozloha národního parku je 5 177 km². Vzhledem k velkému rozpětí nadmořských výšek (od 800 m n. m. po 5 319 m n. m.) se zde nachází několik různých ekosystémů – od tropických deštných lesů přes vysokohorské louky a křoviska až k ledovcům.
Ze zdejší fauny lze jmenovat např. morče divoké, pes horský, tapír horský, medvěd brýlatý, vydra obrovská, tapír jihoamerický, jelenec běloocasý, mazama horský či pudu severní. Z ptačí říše zde žijí např. druhy: papoušek hnědokřídlý, amazónek červenolící, papoušek zlatoperý, kolibřík malinký, leskovec ekvádorský, tangara Wetmoreova, tukan horský nebo tangara džunglová.

## Fotogalerie

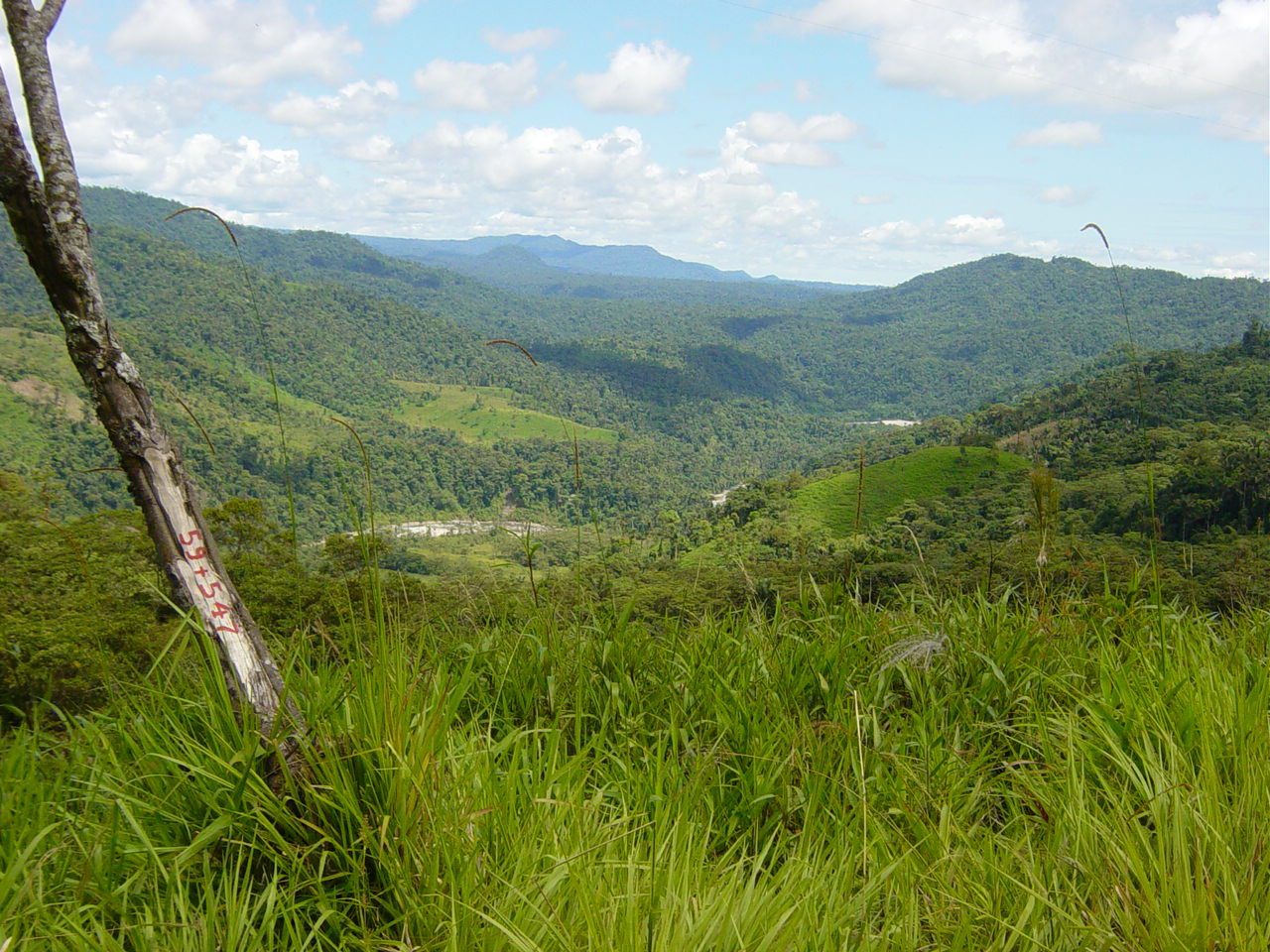
krajina národního parku
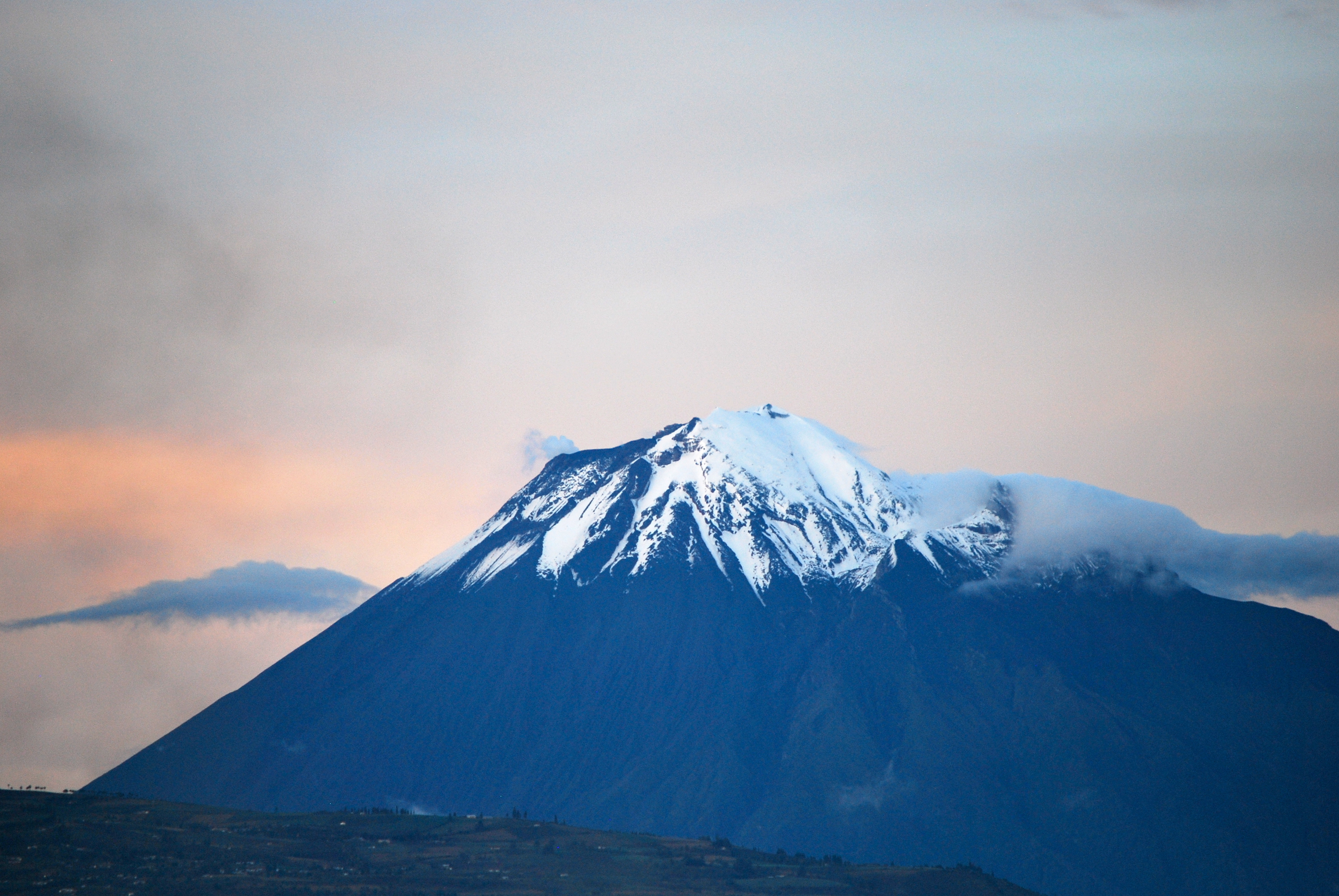
sopka Tungurahua
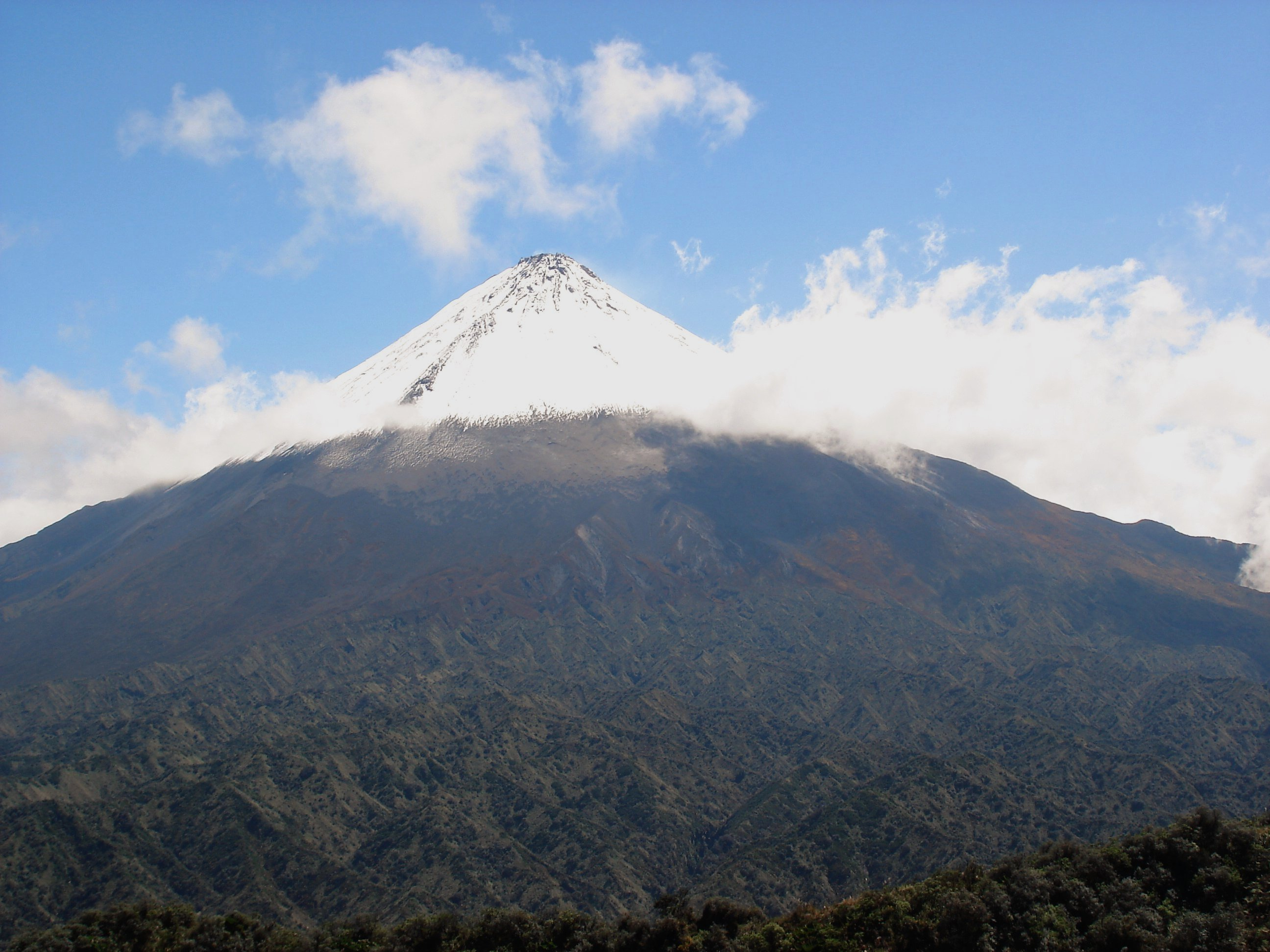
sopka Sangay